# Sarantcha
Pour plus de détails, voir Fiche technique et Distribution.
Sarantcha (en russe : Саранча) est un thriller érotique russe réalisé par Egor Baranov sorti en 2014 et en 2015 dans les salles russes.
Une version longue d'environ 4 × 50 minutes a été diffusée sur Pervi Kanal en 2016.

## Fiche technique
Sauf indication contraire, les informations mentionnées dans cette section peuvent être confirmées par la base de données cinématographiques IMDb,  présente dans la section « Liens externes ».
- Titre original et français[2] : Саранча, Sarantcha (litt. « Criquets »)
- Réalisateur : Egor Baranov
- Scénario : Oleg Malovitchko
- Photographie : Youri Korobeinikov
- Décors : Denis Bauer
- Musique : Alexeï Aïgui, Oleg Tchoubykine (ru), Ryan Otter
- Société de production : Sreda (ru)
- Pays de production :  Russie
- Langue de tournage : russe
- Format : Couleurs
- Durée : 
  - Film : 118 minutes (1h58)
  - Mini-série en quatre épisodes : 204 minutes (3h24)
- Genre : Thriller érotique
- Dates de sortie :
  - Russie : 25 juin 2014 (Festival international du film de Moscou 2014), 5 novembre 2015 (en salles), 13 et 20 mars 2016 (version longue à la télévision)
  - Ukraine : 5 novembre 2015 (en salles)
  - Japon : 3 mai 2016 (DVD)

## Distribution
- Piotr Fiodorov : Artiom
- Paulina Andreeva : Lera
- Dmitri Chevychenko (ru) : Gourevitch
- Ekaterina Volkova (ru) : Natalia
- Evguenia Dmitrieva : Irina